# 29 de gener
El 29 de gener és el vint-i-novè dia de l'any del calendari gregorià. Queden 336 dies per finalitzar l'any i 337 en els anys de traspàs.

## Esdeveniments
Països Catalans
Resta del món
- 1819, Singapur: Thomas Stamford Raffles desembarca a l'illa de Singapur.
- 1845, Nova York: The Evening Mirror, publica El Corb, d'Edgar Allan Poe.
- 1848, Xile: el país adopta oficialment el sistema mètric decimal.[1]
- 1861, Kansas: l'estat s'uneix als Estats Units d'Amèrica com un estat lliure.
- 1916, París: és bombardejada per primer cop pels zepelins alemanys, en el marc de la Primera Guerra Mundial.[2]
- 1959, Estocolm, Suècia: se celebra el primer Melodifestivalen.
- 1981, Madrid: el president del govern, Adolfo Suárez González presenta la seva dimissió.
- 1996, Venècia: Un incendi destrueix completament el Gran Teatre La Fenice.[3]
- 2021, Regne Unit: El govern anuncia que diumenge posarà en marxa un nou visat més permissiu per als ciutadans de Hong Kong amb passaport nacional britànic (d'ultramar). Com a resposta, la República Popular de la Xina anuncia que en la mateixa data deixarà de reconèixer aquest passaport.[4][5]

## Naixements
Països Catalans
- 1866 - València: Julio Peris Brell, pintor valencià.
- 1867 - València: Vicent Blasco Ibáñez, escriptor, periodista i polític valencià.
- 1871 - València: Eduard López-Chávarri i Marco, compositor, escriptor i teòric musical valencià.
- 1936 - Sóller: Antoni Serra i Bauçà, escriptor, crític literari i periodista mallorquí (m. 2023).
- 1943 - Santa Coloma de Farners, Selva: Assumpció Cantalozella i Mas, escriptora de novel·la històrica catalana.[6]
- 1957 - Elda: Elia Barceló, escriptora valenciana, una de les escriptores de ciència-ficció més importants en llengua castellana.[7]
- 1985 - Barcelona: Marc Gasol, jugador de bàsquet català.

Resta del món
- 1524 - Florència: Plautilla Nelli, pintora renaixentista (m. 1588).[8]
- 1593, Pàvia (Itàlia) : Giacomo Rho, jesuïta italià, matemàtic, missioner a la Xina (m. 1638).
- 1645, Jemeppe-sur-Meuse, principat de Lieja: Rennequin Sualem, enginyer liegès.
- 1737, Thetford, Norfolk, Anglaterra: Thomas Paine, intel·lectual, polític, revolucionari, escriptor i inventor anglès i nord-americà (m. 1809).
- 1744, Unterkochen: Joseph Bullinger, teòleg i jesuïta.
- 1773, Gernrode, Saxònia-Anhalt: Friedrich Mohs, geòleg i mineralogista alemany, autor de l'escala de Mohs de duresa (m. 1839).[9]
- 1818, París: Hilaire Gabriel Bridet, meteoròleg i militar francès.[10]
- 1834, Pàdua: Giuseppe Dalla Vedova, geògraf italià.
- 1843, Niles, Ohio, EUA: William McKinley, 24è president dels Estats Units (m. 1901).
- 1860, Taganrog, Ucraïna: Anton Txékhov, escriptor i dramaturg ucraïnès.
- 1862, Bradford, Yorkshire, Anglaterra: Frederick Delius, compositor anglès (m. 1934).[11]
- 1866, Clamecy, França: Romain Rolland, escriptor francès, Premi Nobel de Literatura de l'any 1915 (m. 1944).
- 1870, Nova York: Henry Evelyn Bliss, bibliotecari i teòric de la classificació, creador de la Bibliographic classification (m. 1955).
- 1881, Neath, Pennsilvàniaː Alice Evans, microbiòloga, impulsora de la pasteurització de la llet.[12]
- 1882, Istanbul, Turquia: Yaşar Nezihe Hanım, poetessa turca (m.1971).
- 1884, Briva, Llemosí: Blanca Selva i Henry, pianista, pedagoga, musicòloga, escriptora i compositora (m. 1942).[13]
- 1890, Tolosa de Llenguadoc: Marguerite Canal, compositora i directora tolosana.[14]
- 1913, Louisville, Kentucky (EUA): Victor Mature, actor cinematogràfic estatunidenc (m. 1999).[15]
- 1919, Tolosa: Marina Ginestà i Coloma, periodista, escriptora, intèrpret i militant antifeixista catalana, protagonista d'una fotografia icònica de la Guerra Civil espanyola (m. 2014).[16]
- 1920, Madrid: José Luis de Vilallonga, escriptor, periodista, actor i aristòcrata (m. 2007).
- 1924:
  - Trieste, Bianca Maria Piccinino: periodista i presentadora italiana.
  - Venècia, Vèneto, Itàlia: Luigi Nono, compositor Italià (m. 1990).[17]
- 1926, Santokdas, Pakistan: Abdus Salam, físic pakistanès, guardonat amb el Premi Nobel de Física el 1979, Premi Internacional Catalunya del 1990
- 1941, Lake Worth: Robin Morgan, escriptora, professora, activista i teòrica política estatunidenca.[18]
- 1945, Detroit, EUA: Tom Selleck, actor estatunidenc, conegut sobretot pel seu paper a la sèrie de televisió Magnum P.I. (1980-1988).[19]
- 1947:
  - Seattle, EUA: Linda B. Buck, metgessa i microbiòloga nord-americana, Premi Nobel de Medicina o Fisiologia el 2004.[20]
  - Ciutat de Mèxic: Montserrat Galí i Boadella, historiadora de l'art mexicana d'origen català (m. 2023).
- 1949, Budapest, Hongria: Tommy Ramone, bateria dels Ramones i productor musical (m. 2014).
- 1954, Kosciusko, Mississipi: Oprah Winfrey, presentadora de televisió, actriu, empresària, productora i crítica literària estatunidenca.
- 1958, Berlín: Uta Barth, fotògrafa contemporània alemanya que explora la naturalesa de la visió.[21]
- 1962, Sulechów (Polònia): Olga Tocarczuk, escriptora polonesa, Premi Nobel de Literatura de l'any 2018 (atorgat el 2019)[22]
- 1964, Badajoz: María José Bueno Márquez, –Pepa Bueno–, periodista espanyola.[23]
- 1966, Rio de Janeiro, Brasil: Romário, futbolista brasiler.
- 1970, Milwaukee, Wisconsin: Heather Graham, actriu nord-americana.
- 1977, Errenteria: Sorkunde Rubio Antotegui, Sorkun, és una cantant i compositora basca.[24]
- 1985, Melbourne, Austràlia: Isabel Lucas, actriu australiana.
- 1987, Teheran: Atena Farghadani, pintora i caricaturista iraniana, ha estat presa política a l'Iran.[cal citació]

## Necrològiques
Països Catalans
- 1926 - Barcelona: Ángeles López de Ayala, activista política espanyola, la principal intel·lectual feminista de finals del s. XIX (n. 1858).[25]
- 1958 - Llucmajor (Mallorca): Maria Antònia Salvà i Ripoll, poetessa mallorquina.[26]
- 1987 - Barcelona: Josep Vicenç Foix, poeta, periodista i assagista català (n. 1893).
- 2003 - Perpinyà (Rosselló): Maurici Auzeville, cantant d'òpera nord-català (n. 1926).[27]
- 2015 - Barcelona: Carles Miralles i Solà, poeta, hel·lenista i crític literari català.
- 2015 - Madrid: Amparo Baró, actriu catalana (n. 1937).[28]

Resta del món
- 1844 - Madrid (Espanya): Lluïsa Carlota de Borbó-Dues Sicílies, la Infanta Carlota, princesa de les Dues Sicílies i infanta d'Espanya (n. 1804).[29]
- 1929 - Parísː La Goulue, popular ballarina de cancan i una figura mítica del París de la Belle Époque (n. 1866).[30]
- 1934 - Basilea, Suïssa. Fritz Haber, químic alemany, Premi Nobel de Química de 1918 (n. 1868).
- 1962 - Nova York, EUA: Fritz Kreisler, violinista i compositor austríac (n. 1875).
- 1963 - Boston, EUA: Robert Frost, poeta estatunidenc (n. 1874).[31]
- 1964 - Palm Springs, Califòrnia (EUA): Alan Ladd, actor estatunidenc (n. 1913).[32]
- 2002 - Needham (Massachusetts), Estats Units: Harold Russell, actor i veterà de guerra canadenco-estatunidenc.
- 2011 - Princeton, Nova Jersey: Milton Babbitt, compositor estatunidenc (n. 1916).[33]
- 2012 - Roma, Itàlia: Oscar Luigi Scalfaro, polític italià, president d'Itàlia entre 1992 i 1999.
- 2015 - Illa Norfolk, Austràlia: Colleen McCullough, neuròloga i escriptora australiana de novel·les romàntiques i històriques (n. 1937).[34]
- 2017 - Madrid: Paloma Chamorro, periodista espanyola vinculada al moviment anomenat Moguda madrilenya (n. 1949).[35]
- 2021 - Ciutat de Mèxic: Beatriz Barba, primera arqueòloga de Mèxic (n. 1928).[36]

## Festes i commemoracions
- Onomàstica:
  - Sant Pere Nolasc, fundador de l'Orde de la Mercè;
  - Valeri de Saragossa, bisbe;
  - Sant Sulpici I de Bourges, bisbe de Bourges;
  - Gildas de Rhuys, abat;
  - Serrà d'Oviedo, bisbe;
  - Gelasi II papa;
  - Radegunda de Treviño, religiosa;
  - Aquilini de Milà, màrtir;